# Georg Kurlbaum
Georg Kurlbaum (* 2. Mai 1902 in Berlin; † 23. Dezember 1988 in Nürnberg) war ein deutscher Politiker der SPD.

## Leben und Beruf
Nach dem Abitur studierte Kurlbaum ab 1920 in Tübingen und Berlin zunächst Volkswirtschaftslehre und Rechtswissenschaften, wechselte aber bald zu einem Elektrotechnikstudium an die Technische Hochschule Berlin. Nach seinem Examen als Diplomingenieur war er von 1926 bis 1929 als Laboratoriums-Ingenieur bei der Deutschen Reichspost und anschließend zwei Jahre für die Deutsche Versuchsanstalt für Luftfahrt in den USA tätig. Von 1931 bis 1941 arbeitete Kurlbaum im Auslandsgeschäft der Telefunken. 1941 wurde er Vorstandsmitglied der Metrawatt AG in Nürnberg.
Im Oktober 1965 heiratete Kurlbaum seine Parteifreundin Lucie Beyer (1914–2008), die ebenfalls Bundestagsabgeordnete war. Nach ihm ist der Georg-Kurlbaum-Preis der SPD benannt.

## Politik
Kurlbaum, der seit 1946 der SPD angehörte, wurde erstmals 1949 in den Deutschen Bundestag gewählt, damals als Direktkandidat des Wahlkreises Schwabach. In der Folge blieb er bis 1969 Abgeordneter, wobei er mit Ausnahme der Wahl 1965, bei der er den Wahlkreis Nürnberg-Nord direkt gewann, immer über die Landesliste der bayerischen SPD ins Parlament gelangte. 1957 bis 1961 war Kurlbaum stv. Vorsitzender des Wirtschaftsausschusses des Bundestages. Von November 1958 bis zu seinem Ausscheiden aus dem Parlament leitete er den Arbeitskreis Wirtschaftspolitik der SPD-Fraktion.

## Ehrungen
Georg Kurlbaum wurde 1961 mit dem Bayerischen Verdienstorden und 1968 mit dem Großen Bundesverdienstkreuz ausgezeichnet.

## Veröffentlichungen
- Beiträge zur Sozialdemokratischen Wirtschaftspolitik. Verlag Neue Gesellschaft, Bonn 1983, ISBN 3-87831-372-1.
- Aufzeichnungen und Erinnerungen. In: Abgeordnete des Deutschen Bundestages. Aufzeichnungen und Erinnerungen. Band 4, Boppard am Rhein 1988, Seiten 89 bis 132.